# Gaèlic escocès
El gaèlic escocès o gaèlic, també anomenat gaèlic o Gàidhlig, i pronunciat [ˈkaːlikʲ] (a diferència del gaèlic, o Gaeilge [ˈgeːlʲɟə], parlat a Irlanda), és una llengua cèltica parlada a Escòcia, concretament, a les Terres Altes (en gaèlic escocès, A' Ghàidhealtachd), Strathclyde (en gaèlic escocès, Srath Chluaidh) i les Illes Hèbrides (en gaèlic escocès, Innse Gall); i també en algunes comunitats de Nova Escòcia (en gaèlic escocès, Alba Nuadh), sobretot a l'illa del Cap Bretó (en gaèlic escocès, Ceap Breatainn o Eilean Cheap Bhreatainn), al Canadà. L'expulsió forçada dels camperols escocesos per part de grans propietaris del camp en el segle xix explica l'expansió de la llengua fins al Canadà.
S'estima que el nombre de parlants és d'uns 58.500 a Escòcia i de 500 a 1.000 a Nova Escòcia. Tot i això, la llengua és reconeguda pel Regne Unit com una llengua pròpia d'Escòcia segons la Carta Europea de les Llengües Regionals o Minoritàries. A més, ha rebut l'estatus de llengua oficial d'Escòcia, juntament amb l'scots, i es troba al mateix nivell que l'anglès segons la Llei de la llengua gaèlica, aprovada pel Parlament escocès el 21 d'abril del 2005. D'altra banda, l'any 1999 el Govern escocès aprovà la creació d'un sistema educatiu amb el gaèlic com a llengua vehicular en l'ensenyament. A partir d'aleshores, hi ha hagut un increment en el nombre d'alumnes que l'aprenen a l'escola o com a llengua vehicular en l'educació primària i secundària, fins a arribar al 0,44% del total de l'alumnat del sistema escocès d'ensenyament per al curs 2013-2014.
El gaèlic escocès, igual que el gaèlic irlandès i el manx, pertany a la branca goidèlica de les llengües cèltiques. Si bé el gaèlic irlandès i el gaèlic escocès tenen un lligam molt estret, van començar a divergir a partir del segle v, ja que l'escocès es va enriquir gràcies als bescanvis lingüístics amb altres pobles del nord de l'illa de la Gran Bretanya.

## Classificació
El gaèlic escocès és una llengua indoeuropea que pertany a la branca goidèlica de les llengües cèltiques insulars, dins de la família de les llengües cèltiques. A part del nom gaèlic escocès, aquesta llengua també es coneix, en el món anglosaxó, pel valor metonímic de gaèlic, i l'irlandès (en anglès, Irish) és el nom propi del gaèlic irlandès. Al territori escocès, d'altra banda, el nom de la llengua es pronuncia [ˈgaːlikʲ], i fora d'Escòcia pren la fonètica de [ˈɡeɪlɨk].
El gaèlic escocès no s'ha de confondre amb l'scots, que es refereix a la varietat lingüística anglesa de la qual forma part l'anglès parlat a les Terres Baixes escoceses (en anglès, Lowlands; en gaèlic escocès, Ghalldachd). Abans del segle xv, la parla anglesa de les Terres Baixes es coneixia com a Inglis (actualment, i en anglès, English), mentre que el gaèlic escocès rebia el nom de Scottis (actualment, i en anglès, Scottish). Tanmateix, a partir del segle xv va prendre volada la forma Erse (en anglès, Irish 'irlandès') per referir-se al gaèlic escocès, i l'scots va rebre el nom de Scottis. Actualment, el gaèlic escocès és una llengua diferent del gaèlic irlandès, de manera que la forma Erse s'ha deixat d'utilitzar per referir-se a la llengua cèltica d'Escòcia.

## Història

### Orígens
La teoria actual acceptada pel que fa a la història del gaèlic escocès explica que les tribus gaèliques (en gaèlic escocès, gàidheal), provinents d'Irlanda, atacaven constantment Britànnia entre el segle i i v dC, duent a terme una campanya d'incursions més satisfactòria que no pas la invasió romana. Van anomenar el país Ghaidealacht. No hi ha dades contundents i definitives que indiquin el moment concret en el qual es començà a parlar gaèlic a Escòcia, tot i que s'ha proposat que ja es parlava a la regió d'Argyll, en una versió arcaica de la llengua, abans del període de domini romà. No hi ha consens pel que fa a aquesta qüestió. Tanmateix, la consolidació del regne de Dàl Riata als voltants del segle iv, que unia les antigues províncies d'Ulster, al nord d'Irlanda, i l'oest d'Escòcia, a Argyllshire, va accelerar l'expansió de la llengua.
No obstant això, els treballs arqueològics recents d'Ewan Campbell (Campbell, 2001) neguen la invasió per part del regne irlandès de Dál Riata del territori escocès, ja que les proves arqueològiques no ofereixen cap suport per afirmar una invasió d'aquestes característiques. Es podria interpretar, doncs, com a part d'un mite polític construït per donar suport a les demandes irlandeses del govern de la part escocesa de Dàl Riada. Sigui quin sigui l'origen del gaèlic, aquesta llengua ja es parlava a la zona d'Argyllshire cap al segle vii, segons es pot llegir en la Vita Columbae escrita per Adomnan de Iona cap al 700, en què es relata que sant Columba, que va morir l'any 597, necessitava un intèrpret quan anà a l'illa de Skye.

### Edat mitjana
El cristianisme va arribar a Britànnia i a les tribus gaèliques d'Irlanda amb sant Patrici al segle v i, des d'aquí, a Escòcia, sota el guiatge de Colum Cille (sant Columba) en el segle vi. Tot i que en aquest període encara s'emprava l'alfabet ogham per a l'escriptura, el cristianisme els va portar l'escriptura llatina i, encara que al principi les tribus gaèliques escrivien en llatí, posteriorment van començar a escriure en les seves pròpies llengües.
Cap al segle v ja es notaven les diferències dialectals entre les llengües cèltiques, mil anys després de l'arribada de les tribus gaèliques. A partir de la introducció de la base llatina en l'escriptura es començà a utilitzar una versió estàndard de la gramàtica i l'ortografia de la llengua que parlava la minoria gaèlica que sabia llegir i escriure a causa del poder que exercien l'Església i les classes seculars per difondre els textos sagrats. La llengua es va mantenir en el regne comercial del Senyor de les Illes, que va seguir controlant parts de l'Ulster fins al segle xvi.
Els acadèmics anomenen aquesta versió arcaica de la llengua, des de l'adaptació de l'alfabet llatí fins a l'any 900, Seann Ghàidhlig o «gaèlic antic» (tot i que fora d'Escòcia, i fins i tot dins del territori escocès, alguns acadèmics tradueixen l'expressió com 'irlandès antic'). El cos principal de texts consisteix en glosses gaèliques escrites en texts manuscrits llatins conservats al continent europeu, ja que l'Església gaèlica també difonia el seu missatge a les terres continentals des de principis del segle vii. Alguns exemples en són les Glosses de Würzburg (a partir del 750) o les Glosses de St Gall.
Els canvis més importants que es van produir en el pas del predecessor primitiu del gaèlic, trobat en les inscripcions en ogham, i el «gaèlic antic» (o «irlandès antic») són la lenició, l'apòcope i la síncope.
- L'apòcope és la pèrdua de les vocals finals d'una paraula.
- La síncope és la pèrdua de vocals medials.
- La lenició és el relaxament de consonants que es troben en posició intervocàlica.

La lenició en gaèlic és probablement l'herència dels antecessors cèltics del continent europeu, ja que també s'observa un procés semblant en les llengües del grup cèltic-P.
En aquesta etapa de la llengua es va incorporar un gran nombre de manlleus lingüístics del llatí, especialment mots religiosos (en provenen eaglais 'església', del llatí ecclesia; fìon 'vi', del llatí vinum; beannachd 'benedicció', del llatí benedictio) i literaris (d'on provenen leabhar 'llibre', del llatí liber; litir 'carta', del llatí littera; sgrìobh 'escriure', del llatí scribere).
També un petit grapat de paraules es van introduir en el gaèlic a partir de l'anglès antic (anglosaxó) abans del 900, com seòl 'navegar', de l'anglès antic segl; seabhag 'falcó', de l'anglès antic heafoc; bòrd 'taula', de l'anglès antic bord. Es diu que aquests manlleus van arribar a Irlanda i, a partir d'aquí, es van anar desenvolupant en la resta de llengües cèltiques insulars, però també és possible que aquests manlleus penetressin en la llengua per la parla de les tribus angles del sud-est d'Escòcia.

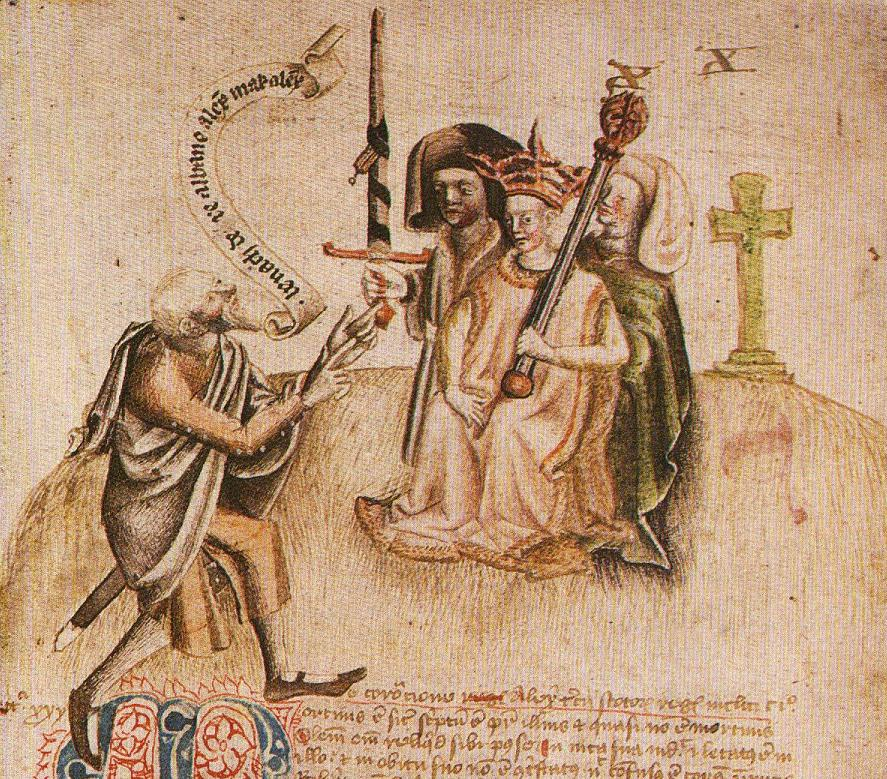
Coronació del rei Alexandre iii a Moot Hill, Scone, el 13 de juliol del 1249. El rei és saludat per lollamh rìgh, el poeta reial, que s'hi adreça amb la proclamació Benach De Re Albanne (= Beannachd Dè Rìgh Alban, 'Que Déu beneeixi el rei d'Escòcia'); el poeta segueix recitant la genealogia d'Alexandre

Fou la llengua dels reis escocesos fins al 1093, desplaçant l'idioma local dels habitants (potser el picte). No obstant això, cap al 1300 a les Lowlands ja es parlava lallans o scots. Fins al segle xiii no es va diferenciar del gaèlic irlandès i va poder desenvolupar una literatura pròpia. El gaèlic escocès es va separar de l'irlandès mitjà després del segle xii, juntament amb les altres llengües goidèliques actuals. Així, el gaèlic escocès es va convertir en la llengua de la majoria d'Escòcia després de reemplaçar el cúmbric, el picte i, en diverses zones, l'anglès antic.

Interpretació de la divisió lingüística el 1400 basada en les proves lingüístiques de la toponímia.
Gaèlic escocès
Scots
Norn

El gaèlic escocès va desplaçar eventualment la llengua picta parlada al nord del riu Forth, i fins al final del segle xv es coneixia com a scots o escocès (després conegut com a «inglis») com a Scottis, i a Anglaterra com a Scottish. Des dels inicis del segle xvi, els parlants d'escocès van donar a la llengua gaèlica el nom d’Erse, que significa 'irlandès' en escocès, al mateix moment en què es desenvolupaven un seguit de dialectes de l'anglès mitjà parlats per tot el territori del Regne d'Escòcia, que eren anomenats Scottis (vegeu scots). Aquest fet irònic de canvi de nom es va produir en el moment en què el gaèlic desenvolupava les seves formes pròpies i característiques del territori escocès de l'era moderna.
El gaèlic escocès es va anomenar Erse, entre altres motius, perquè els parlants cultes del gaèlic a Irlanda i Escòcia utilitzaven la forma literària de la llengua, coneguda com a gaèlic clàssic, de manera que només hi havia diferències mínimes (o no n'hi havia) entre el gaèlic irlandès i el gaèlic escocès. Ara bé, quan el gaèlic clàssic va deixar de ser utilitzat en les escoles dels dos territoris, van començar a predominar els registres col·loquials de la llengua, i els dos idiomes van començar a divergir en aspectes lingüístics.

### Època moderna
Durant els segles xvi i xvii van seguir les normes ortogràfiques irlandeses, i només d'ençà del segle xviii se'l consideraria com un idioma diferent i se'n fixaria una ortografia, tot i que no es diferenciaria gaire de la irlandesa. El gaèlic escocès té una tradició oral i escrita molt rica, coneguda en gaèlic com a beul-aithris, i va ser la llengua de la cultura bàrdica dels clans de les Terres Altes d'Escòcia durant segles. La llengua en si mateixa conserva el coneixement d'una adherència a l'organització social prefeudal en lleis i tradicions «tribals», com es pot observar, per exemple, en els mots tuatha 'granger' o dùthchas 'dret d'herència'. Escòcia va patir un procés de persecució de la llengua i les seves tradicions a les Terres Altes, especialment després de la batalla de Culloden (1746), i les durant les Fuadaich nan Gàidheal ('l'expulsió dels gaèlics'; en anglès, «Highland Clearances»), però les actituds prefeudals encara es podien observar intactes en les queixes i les demandes de la Highland Land League a finals del segle xix. Aquest moviment polític va tenir resultats en aconseguir membres escollits per al Parlament del Regne Unit. La Land League es va dissoldre com a força parlamentària per la Crofters' Act del 1886 i, a partir d'aquell moment el Partit Liberal va esdevenir el partit que donava suport als objectius i demandes de la Land League.
La traducció de la Bíblia en gaèlic irlandès, que datava de l'època elisabetiana, es va seguir utilitzant fins que es va traduir al gaèlic escocès. La primera traducció coneguda de la Bíblia al gaèlic escocès es va fer el 1767 quan el doctor James Stuart de Killin i Dugald Buchanan de Rannoch van traduir el Nou Testament. Molt poques llengües europees han passat una transició envers una llengua literària moderna sense una versió primerenca de la Bíblia. Així, la manca d'una traducció difosa de la Bíblia fins al segle xviii hauria contribuït al declivi del gaèlic escocès.

## Característiques lingüístiques

### Fonètica i fonologia
La majoria de varietats de gaèlic tenen entre vuit i nou vocals cardinals [i e ɛ a o ɔ u ɤ ɯ], que poden ser tant curtes com llargues. També hi ha dues vocals reduïdes [ə ɪ], que només es pronuncien curtes. Encara que algunes vocals són fortament nasals, els casos de nasalització són força estranys. La llengua disposa de nou diftongs i uns pocs triftongs.
Moltes consonants tenen homòlegs palatals i no palatals, incloent-hi un ric sistema de consonants líquides, nasals i vibrants (3 sons l, 3 sons n i 3 sons r entre d'altres). Les consonants històricament sonores [b d̪ ɡ] han perdut aquesta sonorització, així que el contrast fonètic es marca avui en dia entre aspirat [pʰ t̪ʰ kʰ] i no aspirat [p t̪ k]. En molts dialectes, aquestes consonants poden tornar-se sonores per mitjà de l'articulació secundària en cas que hi hagi una consonant nasal precedint el so, per exemple en doras [t̪ɔɾəs̪] 'porta', però an doras 'la porta' [ən̪ˠ d̪ɔɾəs̪] o [ə n̪ˠɔɾəs̪].
En algunes frases concretes, els canvis han esdevingut permanents, en perdre's el vincle amb les paraules base, com en an-dràsta 'ara', que ve de an tràth-sa 'aquest temps'.
En posició medial i final, les pauses aspirades són més preaspirades que no pas aspirades.

### Lèxic

#### Manlleus
La majoria del vocabulari del gaèlic escocès és d'origen cèltic. Això no obstant, també s'hi observa un gran nombre de manlleus del llatí (muinntir, Didòmhnaich), grec, especialment en el terreny religiós (eaglais, Bìoball d'Ekklesia i Biblia), nòrdic antic (eilean, sgeir), hebreu (Sàbaid, Aba) i scots (aidh, bramar).
De la mateixa manera que en altres llengües indoeuropees, els neologismes encunyats per a conceptes moderns estan majoritàriament basats en el grec o el llatí, encara que escrits en ortografia gaèlica: televisor, per exemple, esdevé telebhisean (també es podria fer servir cian-dhealbh), i ordinador (computer en anglès) s'escriu coimpiùtar (també es podria fer servir aireamhadair, bocsa-fiosa o bocsa-sgrìobhaidh). Sovint els parlants fan servir paraules angleses encara que existeixi un equivalent en gaèlic, aplicant les normes de la gramàtica gaèlica que requereixi la situació. En el cas de verbs, s'acostuma a afegir el sufix verbal gaèlic (-eadh o, a Lewis, -igeadh). Un exemple seria dir Tha mi a' watcheadh an telly ('estic mirant/miro la televisió') en comptes de Tha mi a' coimhead air a' chian-dhealbh. Tanmateix, a mesura que l'educació en gaèlic adquireix popularitat, una nova generació de gaèlics lletrats està cada dia més familiaritzada amb el vocabulari gaèlic modern.
Fixant-nos en altres direccions, el gaèlic escocès ha influït sobre el veí scots i l'anglès (en especial l'anglès escocès estàndard). Alguns dels manlleus resultants d'aquesta influència són: whisky, slogan, brogue, jilt, clan, strontium o trousers, així com vocabulari geogràfic com ben 'muntanya' (de beinn), glen 'vall' (de gleann) o loch 'llac' (de loch). El gaèlic irlandès també ha influït l'scots i l'anglès d'Escòcia, però no sempre és fàcil distingir aquesta influència de l'exercida pel mateix scots o escocès (recordem que ambdues llengües van compartir la mateixa varietat estàndard escrita fins al voltant de l'any 1600). La influència sobre el català ha estat molt minsa, però mitjançant l'anglès ens han arribat paraules com whisky (de uisce beatha), clan (de clann) i eslògan (de sluagh ghairm).

#### Comparativa de llengües goidèliques
| Gaèlic escocès                             | Equivalent irlandès                                                                  | Equivalent manx       | Traducció aproximada en català       |
| ------------------------------------------ | ------------------------------------------------------------------------------------ | --------------------- | ------------------------------------ |
| Fàilte                                     | Fáilte                                                                               | Failt                 | Benvingut                            |
| Halò                                       | Haileo o Haigh o Dia dhuit (trad., lit.: "Déu estigui amb tu")                       | Hello                 | Hola                                 |
| Latha math                                 | Lá maith                                                                             | Laa mie               | Bon dia                              |
| Ciamar a tha thu?                          | Conas atá tú? (Cén chaoi a bhfuil tú? a Connacht o Cad é mar atá tú? a Ulster)       | Kys t'ou?             | Com estàs?                           |
| Ciamar a tha sibh?                         | Conas atá sibh? (Cén chaoi a bhfuil sibh? a Connacht o Cad é mar atá sibh? a Ulster) | Kys ta shiu?          | Com esteu? (plural, formal singular) |
| Madainn mhath                              | Maidin mhaith                                                                        | Moghrey mie           | Bon dia (Bon matí)                   |
| Feasgar math                               | Trathnóna maith                                                                      | Fastyr mie            | Bona tarda                           |
| Oidhche mhath                              | Oíche mhaith                                                                         | Oie vie               | Bona nit                             |
| Tapadh leat (Gu robh math agad a Islay)    | Go raibh maith agat                                                                  | Gura mie ayd          | Gràcies                              |
| Tapadh leibh (Gu robh math agaibh a Islay) | Go raibh maith agaibh                                                                | Gura mie eu           | Gràcies (plural, formal singular)    |
| Dè an t-ainm a tha ort?                    | Cad é an t-ainm atá ort? or Cad is ainm duit?                                        | Cre'n ennym t'ort?    | Com et dius?                         |
| Dè an t-ainm a tha oirbh?                  | Cad é an t-ainm atá oraibh? or Cad is ainm daoibh?                                   | Cre'n ennym t'erriu?  | Com us dieu? (formal)                |
| Is mise…, Mise…                            | Is mise…, Mise…                                                                      | Mish…                 | Soc…                                 |
| Slàn leat                                  | Slán leat                                                                            | Slane lhiat           | Adeu                                 |
| Slàn leibh                                 | Slán libh                                                                            | Slane lhiu            | Adeu (plural, formal singular)       |
| Dè a tha seo?                              | Cad é seo?                                                                           | Cred shoh?, Cre shoh? | Què és això?                         |
| Slàinte                                    | Sláinte                                                                              | Slaynt                | 'salut' (emprat com a brindis)       |

#### Toponímia
| Aberdeen — Obar Dheathain Aviemore - an Aghaidh Mòr Ayr - Inbhair Air Brechin - Breichin Cumbernauld - Cumar nan Alt Dingwall - Inbhir Pheofharain Dornoch - Dòrnach Dumfries — Dùn Phris Dunblane - Dùn Bhlàthain Dundee — Dùn Dèagh | Dunfermline - Dùn Phàrlain Dunkeld - Dùn Chailleann Dumbarton - Dùn Breatann Edinburgh — Dùn Èideann Elgin - Eilginn Forres - Farrais Fortrose - A' Chananaich Fort William — An Gearasdan Glasgow — Glaschu Gleneagles - Gleann na h-Eaglais | Inverness — Inbhir Nis Kilmarnock - Cill Mhearnaig Lismore - Liosmòr Paisley — Pàislig Perth — Peairt Rosemarkie - Ros Maircnidh St Andrews - Cill Rìmhinn Scone - Sgàin Stirling — Sruighlea Stornoway — Steòrnabhagh Whithorn - Taigh Mhàrtainn |  |

### Alfabet

#### El primer gaèlic escrit: ogham
La forma escrita més antiga del gaèlic es troba en les inscripcions en pedres en alfabet ogham. Aquestes inscripcions oscil·len entre els segles iv i vii i es van trobar a Irlanda, Gal·les i l'illa de Man, amb només unes quantes troballes al sud d'Escòcia (sud-oest d'Argyll).
Es tracta d'inscripcions de noms en què no hi ha verbs, adjectius o preposicions (McManus 1991: 84) i, per tant, no hi ha frases ni literatura. Estan escrites en irlandès primitiu, ja que manté l'antic so "q" en molts casos, a més de certes síl·labes finals i medials perdudes en etapes posteriors del gaèlic: inigena (en gaèlic escocès actual nighean, 'filla') (McManus 1991: 50, 103). A més, no s'hi mostren senyals de la mutació sistemàtica inicial, una característica bàsica de les llengües cèltiques insulars.

#### Alfabet llatí
L'Església, de parla gaèlica, va aportar el desenvolupament d'una tipografia elegant (cal·ligrafia gaèlica), utilitzada en algunes obres d'art religioses, escrites en alfabet llatí i en llengua llatina, com el Llibre de Kells (escrit principalment a Iona a finals del segle ), i gaèlica.
Els escriptors de l'”antic gaèlic” necessitaven, però, representar en el sistema escrit el procés sistemàtic de lenició i, en aquest cas, es van mostrar força conservadors. Van adoptar del llatí els dígrafs ph, th i ch (que es troba en manlleus del grec) per fer constar les formes lenidides de les oclusives p, t i c. Tanmateix, la lenició de b, d, g i m no està marcada en aquesta etapa de la llengua, i les versions lenidides bh, dh, gh i mh no es van adoptar sistemàticament fins al final del període del gaèlic mitjà cap a l'any 1200.
L'alfabet del gaèlic escocès conté divuit lletres, cinc de les quals són vocals. Les lletres són les següents: a, b, c, d, e, f, g, h, i, l, m, n, o, p, r, s, t i u. També s'utilitzen algunes altres lletres de l'alfabet llatí, com la v i la z, per a l'escriptura dels manlleus. Les cinc vocals, per raons ortogràfiques, també apareixen amb accent obert o greu, la presència o absència de les quals dependrà de la llargada fònica de la vocal, que modifica el significat de la paraula, com el cas de: bàta ('vaixell') i bata ('bastó'): à, è, ì, ò i ù
Si bé el gaèlic escocès, com l'irlandès, utilitzava l'accent tancat o agut en algunes vocals —á, é i ó—, des de la dècada dels vuitanta es va deixar d'utilitzar en els exàmens de caràcter universitari, i moltes editorials han adoptat les convencions ortogràfiques de l'Autoritat Escocesa de Qualificacions (en anglès, Scottish Qualifications Authority) per als seus llibres. Tot i així, l'accent tancat encara se segueix utilitzant en moltes universitats escoceses (i molts acadèmics s'oposen radicalment a aquestes convencions, així com molts editors d'Escòcia i del Canadà).
L'alfabet també es coneix amb el nom d'aibidil, un nom que prové de les tres primeres lletres de l'alfabet ogham: b (beith), l (luis) i n (nuin). Tradicionalment, les lletres del gaèlic escocès rebien el nom d'arbres i altres plantes. Actualment, però, alguns dels noms són diferents dels seus equivalents actuals (per exemple, dair > darach, suil > seileach).
| a - ailm 'om'                            | b - beith 'bedoll blanc'     | c - coll 'avellaner' | d - dair 'roure'  | e - eadha 'àlber'  | f - feàrn 'vern'  |
| g - gort 'heura'                         | h - uath 'espí blanc'        | i - iogh 'teix'      | l - luis 'server' | m - muin 'vinya'   | n - nuin 'freixe' |
| o - onn argelaga / oir 'boneter europeu' | p - peith 'bedoll pubescent' | r - ruis 'saüc'      | s - suil 'salze'  | t - teine 'gatosa' | u - ura 'bruc'    |

### Ortografia
El gaèlic clàssic es va utilitzar com a llengua literària a Escòcia fins al segle xviii. Les divergències ortogràfiques entre el gaèlic escocès i el gaèlic irlandès són el resultat d'unes reformes ortogràfiques que van sorgir pel fet de ser una llengua pluricèntrica.
Es diu que el Nou Testament de 1767 estableix l'estàndard del gaèlic escocès. Cap als volts de la Segona Guerra Mundial, es va reformar l'ortografia de l'irlandès i es va introduir l'estàndard oficial (en gaèlic irlandès, Caighdeán Oifigiúil). Així mateix, la reforma de 1957 va eliminar moltes de les lletres que no es pronuncien, però que encara es fan servir en gaèlic escocès. Hi ha, doncs, oíche, en gaèlic irlandès, i oidhche, en gaèlic escocès, per a la paraula catalana nit. El 1981, es van aprovar les recomanacions del Consell Escocès d'Exàmens pel que fa al gaèlic escocès, les anomenades Gaelic Orthographic Conventions, que van ser ràpidament adoptades per una gran quantitat de publicistes i agències, encara que segueixen sent controvertides entre els acadèmics, especialment, Ronald Black.
La qualitat sonora de les consonants es marca en l'escriptura per mitjà de les vocals que les envolten. Així, les consonants primes (en anglès, slender; en gaèlic escocès, caol) són un tipus de consonants palatalitzades, mentre que les consonants amples (en anglès, broad; en gaèlic escocès, leathann) són neutres o velaritzades. Les vocals primes són la e i la i, i les vocals classificades com a primes són la a, la o i la u. La regla ortogràfica per excel·lència es coneix en gaèlic escocès com caol ri caol agus leathann ri leathann ('primes amb primes i amples amb amples'), i requereix que una consonant o consonants han d'anar precedides i seguides d'aquest tipus de vocals segons la seva qualitat fònica i d'articulació, cosa que facilita el fet de conèixer la pronunciació de la lletra segons el seu context fonètic. D'aquesta manera, es diferencia la t en slàinte [s̪lˠ̪aːɲtʲə] 'salut' (en un context de brindis), en què la consonant oclusiva alveolar /t/ es manifesta palatalitzada en [tʲ], mentre que en bàta [paːʰt̪ə] 'vaixell' es manifesta com una oclusiva alveolar sorda [t].
Aquesta regla, però, no té efecte en la pronunciació de les vocals. Per exemple, els plurals en gaèlic normalment es formen amb el sufix -an (tot i que, depenent del context, poden palatalitzar-se, com en el cas de càt - càit 'gat'), per exemple, bròg [prɔːk] 'sabata' / brògan [prɔːkən] 'sabates'. No obstant això, seguint la regla ortogràfica, el sufix s'escriu -ean —però pronunciat com -an— després d'una consonant prima, com en el cas de taigh [tʰɤj] 'casa' / taighean [tʰɛhən] 'cases', en què la vocal e no és res més que un element gràfic introduït en el sufix per complir la regla, ja que hi ha una i que precedeix el dígraf gh, i les consonants palatalitzades han d'aparèixer tant abans com després del conjunt consonàntic. A causa dels canvis introduïts pel Consell Escocès d'Exàmens, s'han anat fent algunes modificacions a aquesta regla des del 1976. Per exemple, el sufix del participi passat sempre s'escriu -te, fins i tot després d'una consonant ampla, togte 'aixecat' (en comptes de la forma tradicional togta).
Quan es produeix una parella vocàlica (o diftong), de vegades no queda prou clar quina vocal s'ha de pronunciar i quina s'ha introduït per complir la regla ortogràfica. D'altra banda, les vocals àtones que s'ometen en el discurs es poden elidir en l'escriptura informal. Per exemple: Tha mi an dòchas '(Jo) espero' > Tha mi 'n dòchas.
Un cop s'han après les regles ortogràfiques del gaèlic escocès, la pronunciació de la llengua escrita acostuma a ser força previsible. Tanmateix, els aprenents han d'anar amb cura per no aplicar la fonètica de la seva llengua pròpia, ja que es podrien produir faltes d'ortografia en l'escrit i malentesos en l'oral. També cal assenyalar que hi ha hagut ocasions en què s'han utilitzat les convencions ortogràfiques de l'anglès escocès a l'hora d'escriure el gaèlic escocès. Alguns exemples d'aquesta ortografia es troben en poesia en el Llibre de Dean de Lismore i en el Manuscrit Fernaig.

### Morfosintaxi
El gaèlic escocès és una llengua indoeuropea amb una morfologia flexiva. És una llengua molt analítica i de caràcter fusional pel que fa al contingut semàntic dels morfemes que en formen el lèxic.

#### Flexió nominal
Els substantius, en gaèlic escocès, es classifiquen en dos gèneres: masculí i femení. Un petit grup de paraules que formaven un gènere neutre arcaic mostren actualment un grau de confusió en el gènere, per exemple, am muir 'el mar' pertany al gènere masculí en el cas nominatiu, però en el genitiu canvia al gènere femení (na mara). Els noms tenen marques de cas tant per mostrar el gènere com els casos gramaticals —datiu i genitiu, ja que el nominatiu i l'acusatiu presenten isomorfisme morfològic—, uns casos que es marquen per mitjà de la lenició, la palatalització i la sufixació.

#### Flexió verbal
En gaèlic escocès pràcticament tots els verbs es conjuguen seguint un paradigma verbal previsible, encara que alguns verbs polisil·làbics que acaben en consonants laterals [l], entre d'altres, poden desviar-se d'aquest paradigma i mostrar un fenomen de síncope. Així i tot, hi ha dotze verbs irregulars. La morfologia verbal del gaèlic escocès mostra les categories conceptuals següents:
- Tres persones gramaticals: 1a, 2a i 3a.
- Tres nombres gramaticals: singular, dual i plural.
- Dos veus: activa i passiva.
- Tres temps verbals no compostos (passat, futur i condicional) i diversos temps compostos: plusquamperfet, perfet, futur perfet, present continu o progressiu (verb copulatiu + forma de participi de present per indicar una acció que es realitza en el moment del discurs), passat continu o progressiu (verb copulatiu en la forma de passat + forma de participi de present per indicar una acció de passat que es realitzava alhora amb una altra acció de passat del discurs) i condicional perfet.
- Tres modes verbals: independent (utilitzat en les oracions afirmatives en oracions principals), relatiu (utilitzat en verbs en subordinades de relatiu, o adjectives, afirmatives) i dependent (utilitzat en proposicions subordinades i oracions principals negatives i interrogatives).

#### Ordre dels elements
El gaèlic escocès és una llengua que utilitza un sistema nominatiu/acusatiu. Això vol dir que l'argument més agentiu de les oracions intransitives (anomenat S, o single) s'agrupa amb l'argument més agentiu de les oracions transitives (anomenat A, o agentiveness) en el cas nominatiu, mentre que l'argument menys agentiu (anomenat O, o other) rep un tractament diferent en el cas acusatiu.
D'altra banda, l'ordre dels elements en l'oració és V-S-O (verb-subjecte-objecte): Tha mi a' dol dhan Oilthigh 'Vaig a la universitat', on: tha és la forma verbal que explicita les categories conceptuals de present, d'afirmació i funciona com a auxiliar del temps de present o de present continu; mi és la forma de la primera persona gramatical jo; i a'dol és la forma del verb rach 'anar' en la forma independent; dhan Oilthigh 'a la Universitat' és la forma del cas datiu de la preposició do 'a / cap a', juntament amb la forma de l'article definit femení an.

## Situació sociolingüística

### Ús diacrònic de la llengua
Es calcula que al segle xvi potser el 66% de la població escocesa parlava gaèlic, atès que la població era força concentrada al nord i a Strathclyde, però el seu nombre va decaure molt ràpidament sobretot des que el lallans o scots esdevé llengua de la cort i, més tard, quan el centre de poder es desplaça cap a Anglaterra. La davallada s'accelerà després de la desfeta dels Estuard el 1745. Cap al 1755 ja només el parlaven uns 290.000 individus, cosa que suposava el 25% de la població escocesa, i cap al 1801 havien augmentat lleugerament a 335.000 parlants. El 1891 havien baixat dràsticament a 354.000 (10%, d'ells 43.739 monolingües) i a 230.806 el 1901. D'ací a 159.021 el 1922, 131.135 (el 2,68%) el 1931, 94.000 el 1951, 88.892 el 1971 i 69.510 el 1991.
Segons el Minority Rights Group, però, el 1987 només hi havia 79.307 gaelòfons. Al Canadà, on n'hi havia 80.000 el 1880 només a Cap Bretó, havien baixat a 30.000 el 1931, a 7.000 el 1951 i només a 500 el 1991.
Pel que fa a la distribució dels parlants, dels 230.806 que hi havia el 1901, uns 106.466 (el 46% del total) estava concentrat als comtats d'Inbhir Niss i Ross & Cromarty. Durant els anys 20 els parlants de gaèlic es concentraven principalment en quatre comtats:
- Ross & Cromarty, que el 1922 tenia un 57% de població gaelòfona, però que el 1891 havia tingut un 23,87% de població unilingüe a més d'un 48,1% de bilingües. El 72% de la població s'expressava normalment en gaèlic. L'anglès només era l'idioma habitual a Black Isle i a Dingwall.[22]
- Sutherland, on eren el 49,8%.[22]
- Inverness o Inbhir Nis, on eren el 48,4%.[22]
- Argyll (l'antiga Erraghaideal o costa dels Escots), on eren el 32,8%.[22]

A més a més, a les Illes Hèbrides hi havia 73.602 habitants, dels quals 8.797 eren monolingües en gaèlic (però havien estat 15.746 el 1911), principalment a causa de l'emigració.
Aquest percentatge havia caigut l'any 1971 al 34% a Ross & Cromarty, al 21% a Inbhir Niss i al 14% a Sutherland, on es dona el cas més greu: dels 14 municipis de què es compon, cap d'ells té un percentatge de parlants de gaèlic superior al 40%. Amb aquests resultats, no és difícil de preveure la fi de la llengua gaèlica a Escòcia en pocs anys.
D'altra banda, el 1920 es calculava que hi havia uns 8.000 gaelòfons escocesos a Londres. I el mateix 1960 n'hi havia 15.000 a Glasgow. Entre el 1961 i el 1971 el nombre de bilingües augmentaren en 8.000, però el percentatge de bilingües a les zones gaèliques no ha deixat de minvar. Als únics indrets on eren llengua majoritària de la població el 1988 era a les Hèbrides Exteriors (79,5%) i a les illes de Skye i Lochalsh (53,6%). D'aquesta manera, es calcula que avui hi ha tants gaelòfons a les Highlands com a Glasgow i Londres. Les causes d'aquesta decadència es deu, per un costat, a l'emigració cap a les ciutats de parla anglesa, i per un altre costat, al sistema educatiu anglòfon i l'estatus inferior del gaèlic respecte l'anglès.
| Any  | Població d'Escòcia | Parlants monolingües de gaèlic | Parlants bilingües anglesogaèlics | Percentatge de parlants bilingües anglesogaèlics |
| ---- | ------------------ | ------------------------------ | --------------------------------- | ------------------------------------------------ |
| 1755 | 1.265.380          | 289.798                        | —                                 | — (22,9% monolingüe en gaèlic)                   |
| 1800 | 1.608.420          | 297.823                        | —                                 | — (18,5% monolingüe en gaèlic)                   |
| 1881 | 3.735.573          | 231.594                        | —                                 | — (6,1% monolingüe en gaèlic)                    |
| 1891 | 4.025.647          | 43.738                         | 210.677                           | 5,2%                                             |
| 1901 | 4.472.103          | 28.106                         | 202.700                           | 4,5%                                             |
| 1911 | 4.760.904          | 18.400                         | 183.998                           | 3,9%                                             |
| 1921 | 4.573.471          | 9.829                          | 148.950                           | 3,3%                                             |
| 1931 | 4.588.909          | 6.716                          | 129.419                           | 2,8%                                             |
| 1951 | 5.096.415          | 2.178                          | 93.269                            | 1,8%                                             |
| 1961 | 5.179.344          | 974                            | 80.004                            | 1,5%                                             |
| 1971 | 5.228.965          | 477                            | 88.415                            | 1,7%                                             |
| 1981 | 5.035.315          | —                              | 82.620                            | 1,6%                                             |
| 1991 | 5.083.000          | —                              | 65.978                            | 1,4%                                             |
| 2001 | 5.062.011          | —                              | 58.652                            | 1,2%                                             |

### Ús actual de la llengua
El cens de 2001 del Regne Unit (2001 UK Census) calculava en 58.652 el nombre de parlants de gaèlic a Escòcia (aproximadament, un 1,2% de la població major de tres anys). Comparat amb el cens de 1991, s'ha registrat una disminució d'uns 7.300 parlants (l'11% del total), cosa que evidencia el declivi i el procés lent, però progressiu, de desaparició del gaèlic a Escòcia. Si es prenen en consideració les dades de les parròquies civils, que han permès un estudi continuat de l'estat de la llengua des del segle xix, s'han desenvolupat dues noves circumstàncies relacionades amb aquest procés:
- Cap parròquia escocesa de les illes ja no té una proporció de parlants nadius de gaèlic superior al 75%; les que en tenen més de registrats són les de Barvas i Lewis i Harris, amb un 74,7%.
- Cap parròquia escocesa de l'interior ja no té una proporció de parlants nadius de la llengua superior al 25%; les que en tenen més són Lochalsh i les Terres Altes d'Escòcia, amb un 20,1%.

Tot i així, els nuclis forts de la llengua segueixen sent les illes Hèbrides Exteriors (Na h-Eileanan Siar), on la proporció total de parlants de gaèlic escocès es manté al 61,1%, i on totes les parròquies mostren una mitjana del 50%. La parròquia de Kilmuir, al nord de l'illa de Skye, fins i tot té un percentatge superior al 50%. Les úniques zones amb percentatges significatius de parlants de gaèlic, tret de les Hèbrides, són les illes de Tiree (47,8%), Skye (36,8%), Raasay (36,1%) i Lismore (28,8%), a les Hèbrides Interiors.
De totes maneres, el pes del gaèlic a Escòcia és molt poc significatiu, i d'un total d'unes 900 parròquies civils, 
- 9 tenen una proporció de parlants de gaèlic superior al 50%,
- 20 en tenen una proporció superior al 25%, i
- 39 en tenen una proporció superior al 10%.

Fora de les zones de parla gaèlica hi ha un bon nombre de parlants que viuen aïllats de la resta de parlants per les poques oportunitats d'utilitzar la llengua en la vida quotidiana. No obstant això, s'han de tenir presents les comunitats de parlants de la llengua a les grans ciutats escoceses, com Glasgow i Edimburg. Com en la resta de llengües cèltiques, no existeix el monolingüisme absolut entre els parlants, excepte la mainada que aprèn el gaèlic en escoles d'immersió lingüística tant dins com fora de les Terres Altes i les illes (Gàidhealtachd). L'any 2010, el cens mostrava que unes 606 criatures gaudien de programes educatius amb el gaèlic com a llengua vehicular en el sistema públic d'immersió lingüística en aquesta llengua.

## Dialectologia
El gaèlic escocès s'hauria d'anomenar més correctament gaèlic de les Terres Altes d'Escòcia per tal de distingir-lo dels dialectes extingits del gaèlic de les Terres Baixes. D'aquests últims, el gaèlic de Galloway es parlava a la regió de Galloway i sembla que va ser l'últim dialecte del gaèlic que es va parlar a les Terres Baixes d'Escòcia, sobrevivint fins a l'edat moderna. Cap al segle xviii, el gaèlic de les Terres Baixes va ser reemplaçat per l'scots. Segons una referència en The Carrick Covenanters, de James Crichton, l'últim lloc on encara es parlava el gaèlic escocès a les Terres Baixes va ser el poble de Barr, a Carrick.
Actualment, el dialecte més lligat entre el gaèlic de les Terres Altes amb l'irlandès és l'irlandès de l'Ulster, parlat al comtat de Donegal, especialment a la Gaeltacht de Gweedore (en irlandès, Gaoth Dobhair). L'irlandès de l'Ulster escrit, així com trets gramaticals i lèxics comuns, reflecteixen una unió més sòlida entre les dues llengües goidèliques que no pas la versió oficial estàndard d'irlandès, basat en els dialectes de les províncies del sud.
El que es coneix actualment com a gaèlic escocès sembla que va evolucionar del gaèlic parlat a les Hèbrides Exteriors i a Skye. A grans trets, el gaèlic parlat a les Illes Hèbrides (amb l'excepció d'Arran i Kintyre) és prou similar com per ser classificat com un grup dialectal, tot i que encara hi ha certes variacions regionals, com per exemple, la pronunciació de la /r/ palatalitzada en [ð] a Lewis, on el gaèlic té un accent nòrdic únic.
El gaèlic a l'Escòcia oriental actualment està extingit, tot i que els dialectes que es parlaven a l'est semblaven conservar un to més arcaic que s'hauria perdut a l'oest. Per exemple, els parlants de gaèlic a l'est de Sutherland acostumen a dir Cà 'd robh tu m'oidhche a-raoir? 'on eres ahir a la nit?', en comptes de la versió més comuna Càit an robh thu (oidhche) a-raoir?.

### Gaèlic escocès de Galloway
El gaèlic de Galloway, també conegut en anglès com Galwegian Gaelic, és un dialecte extingit del gaèlic escocès que es parlava a la regió de Galloway (en gaèlic escocès, Gall-Ghàidhealaibh), al sud-oest d'Escòcia. Era la llengua d'ús dels reis independents de Galloway durant l'època medieval, i de la població de Galloway i Carrick fins al segle xviii. S'han conservat pocs testimonis d'aquesta varietat lingüística, de manera que és força difícil d'establir les relacions que mantenia amb la resta de dialectes goidèlics.

### Gaèlic escocès estàndard
El gaèlic del Minch (en gaèlic escocès, Gàidhlig meadhan na mara) és una varietat supraregional composicional (varietat estàndard) que actualment s'està desenvolupant per al gaèlic escocès, basat en els dialectes vivents amb un pes demogràfic major. També se'l coneix amb els noms d'estàndard de les Hèbrides, gaèlic de la BBC, gaèlic estàndard (en gaèlic escocès, Gàidhlig bhun-tomhasach) o gaèlic mixt (en gaèlic escocès, Gàidhlig Mheasgaichte).
La majoria de parlants del gaèlic escocès es concentren al voltant del nord-oest de les Terres Altes d'Escòcia i les illes, inclosos Ross Occidental, les Hèbrides Exteriors i l'illa de Skye. Aquesta zona se situa al voltant d'El Minch, un estret marítim que separa el nord-oest de les Terres Altes, i les Hèbrides Interiors (com Skye), de les illes de Lewis i Harris, a les Hèbrides Exteriors. Per aquest motiu, aquesta varietat lingüística rep el seu nom. El terme en gaèlic escocès Gàidhlig meadhan na mara ('gaèlic de la meitat del mar') té un valor més ampli i hi incorpora algunes varietats de la llengua parlades més al sud, com a les illes de Tiree (Tiriodh), Coll (Cola), Mull (Muile) o Islay (Ìle).
Un dels motius principals que han portat a la seva creació ha estat un dels agents bàsics per a la creació d'un estàndard, els mitjans de comunicació. En el cas del gaèlic escocès, alguns dels mitjans com Radio nan Gàidheal i BBC Alba, o el sistema educatiu d'immersió lingüística, han propiciat la necessitat de crear-lo. No obstant això, aquest procediment comporta un inconvenient: la pèrdua progressiva dels dialectes perifèrics, és a dir, els d'East Sutherland o Pertshire.

### Gaèlic escocès del Canadà
Vegeu: Gaèlic escocès del Canadà

Distribució per les Províncies marítimes del Canadà c.1850

El gaèlic escocès del Canadà (en gaèlic escocès: Gàidhlig Chanada, A' Ghàidhlig Chanèideanach, Gàidhlig Cheap Bhreatainn) es refereix als dialectes del gaèlic escocès que s'han parlat d'una forma continuada durant més de dos-cents anys a l'illa del Cap Bretó (Nova Escòcia) i en enclavaments de la resta del territori de Nova Escòcia, al Canadà. La llengua també es parla, amb importants lligams històrics, al comtat de Glengarry, en l'actual Ontario (on molta població escocesa de les Terres Altes d'Escòcia es va assentar a partir del segle xviii) i, en menor grau, a les províncies de l'illa del Príncep Eduard, Nova Brunswick, i per immigrants gaèlics que viuen en grans ciutats canadenques, com Toronto. En el seu apogeu en la meitat del segle xix, el gaèlic escocès, considerat juntament amb el gaèlic irlandès, era la tercera llengua més parlada al Canadà, després de l'anglès i el francès. L'ús d'aquesta llengua, però, ha disminuït bruscament i avui dia està pràcticament extingit. No obstant això, recentment s'han dut a terme molts esforços per tal de revitalitzar la llengua.

## Estatut jurídic del gaèlic escocès
El gaèlic escocès ha patit sempre una manca d'ús en contextos educatius i administratius i temps enrere es va prohibir durant molt de temps. Actualment, no disposa del mateix grau de reconeixement oficial del Govern del Regne Unit com del del gal·lès, però amb l'arribada de la Devolution o transferència competencial al Govern escocès, els assumptes escocesos han començat a rebre una major atenció, i la llengua ha assolit un grau de reconeixement oficial quan la Llei de la llengua gaèlica (Escòcia) es va aprovar al Parlament d'Escòcia, el 21 d'abril de 2005.
La llei estableix un seguit de premisses per al desenvolupament de la llengua, que són les següents:
- Fer de la Bòrd na Gàidhlig (BnG) l'organisme acadèmic i normatiu per assegurar l'estat del gaèlic escocès com a llengua oficial al mateix nivell que l'anglès, i promoure'n l'ús social.
- Es demana a la BnG de preparar un Pla nacional de la llengua gaèlica (en anglès, National Gaelic Language Plan; en gaèlic escocès, Plana Cànain Nàiseanta Gàidhlig), que ha de ser aprovat pel Parlament d'Escòcia.
- Es concedeix a la BnG la potestat de creació de plans d'ensenyament en gaèlic per a les autoritats educatives (escoles, instituts i institucions universitàries).
- Es trasllada a les institucions públiques d'Escòcia que siguin membres d'aquest procés de desenvolupament, i creïn serveis en aquesta llengua d'atenció al públic, si així es demana des del Bòrd na Gàidhlig.

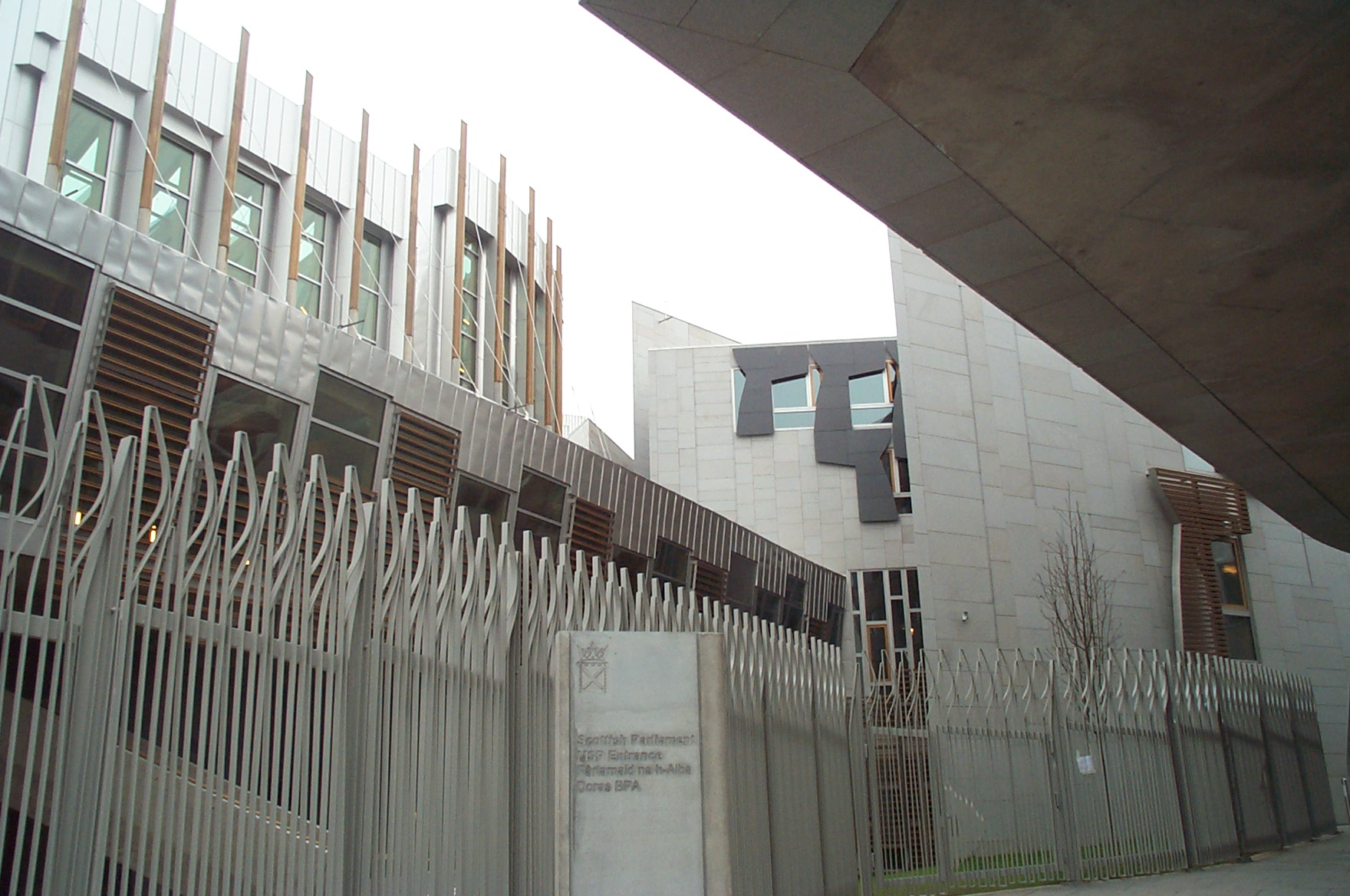
La senyalització bilingüe anglès- gaèlic escocès forma part de l'arquitectura del Parlament escocès (2004)

Després d'un període de debat i de revisió de demandes i suggeriments al Parlament escocès, demanant fortalesa per a l'esborrany de la llei que s'hauria de debatre, finalment es va aprovar i va ser publicada amb les millores plantejades, entre les quals, el fet de ser el Bòrd na Gàidhlig l'organisme normatiu i acadèmic, en comptes de ser només conseller de les accions envers la llengua.
En les sessions plenàries al parlament, hi va haver molt de debat si el gaèlic havia de tenir, o no, la mateixa oficialitat i validesa (en anglès, equal validity) que l'anglès. A causa dels dubtes de l'Executiu i les implicacions econòmiques que podria causar aquest nou estatut, les institucions educatives van plantejar el concepte de respecte equitatiu (en anglès, equal respect). Tot i així, encara no és del tot definitòria la força legal d'aquesta denominació.
La llei es va aprovar al Parlament d'Escòcia per unanimitat, amb el suport de tots els partits de l'espectre polític escocès, el dia 21 d'abril de 2005. Alguns comentaristes, tals com Éamonn Ó Gribín, va dir el 2006, que aquesta llei feia curt en l'estatus acordat per a la llengua gal·lesa, i que podria dur el dubte sobre quines mesures —i en quin grau d'èxit— es podrien aplicar per al desenvolupament del gaèlic.
Després de l'aprovació de la llei l'any 2005, és la Bòrd na Gàidhlig l'encarregada d'assegurar l'estat del gaèlic escocès com a llengua oficial d'Escòcia. El 10 de desembre de 2008, en la celebració del 60è aniversari de la Declaració Universal dels Drets Humans, la Comissió escocesa per als Drets Humans va traduir el document al gaèlic escocès per primer cop.

### Unió Europea
L'octubre de 2009 es va signar un nou acord pel qual es permet utilitzar el gaèlic escocès de manera formal entre els ministres del govern escocès i la Unió Europea. Aquest acord va ser signat pel representant britànic de la Unió Europea, sir Kim Darroch, i el Govern d'Escòcia, i no atorga el caràcter de llengua oficial de la Unió a aquesta llengua, però en permet el fet de comunicar-s'hi formalment amb les institucions europees. El govern escocès és qui ha de pagar el cost de la traducció des del gaèlic cap alguna altra de les vint-i-tres llengües oficials.
L'acord es va rebre positivament al territori escocès, i el representant de l'estat a Escòcia, Jim Murphy, va dir que aquesta nova possibilitat era un símbol fort del suport del govern del Regne Unit envers la llengua gaèlica escocesa: «Permetre la comunicació amb les institucions europees en la seva llengua materna als parlants de gaèlic és un pas endavant i un signe a què se li ha de donar la benvinguda». El ministre de Cultura Michael Russell va dir que «es tracta d'un pas endavant molt significatiu per al reconeixement del gaèlic tant a casa com a l'estranger i tinc ganes d'adreçar-me ben aviat al Consell en gaèlic. Veure com es parla el gaèlic en aquests fòrums ajuda a fer créixer el nou perfil de la llengua a mesura que se'n crea una nova generació de parlants a Escòcia».
El passaport britànic inclou algunes oracions en gaèlic escocès que són lleugerament diferents del passaport irlandès. En comptes de Pas "passaport", en gaèlic irlandès, s'utilitza la forma Cead-siubhail, en gaèlic escocès; de la mateixa manera succeeix amb An tAontas Eorpach 'Unió Europea', en gaèlic irlandès; i en gaèlic escocès s'empra el sintagma nominal Aonadh Eòrpach.

### Sistema educatiu
La Llei d'Educació (Escòcia) de 1872, que ignorava completament el gaèlic, i que va prohibir a diverses generacions d'escocesos parlar la seva llengua materna a l'aula, actualment ha aconseguit emmotllar-se a la situació i poder donar oxigen a la llengua en el terreny educatiu.

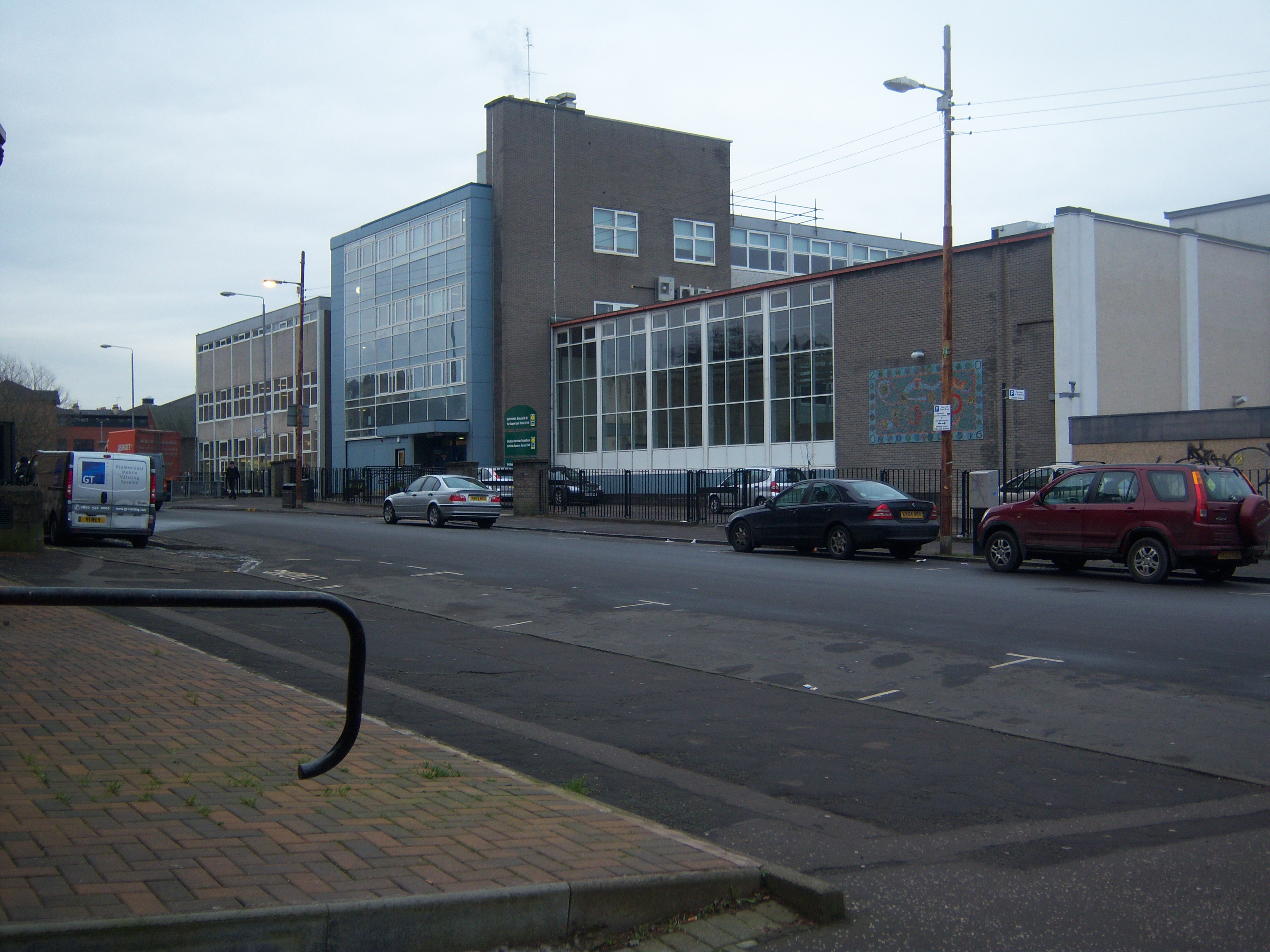
Sgoil Ghàidhlig Ghlaschu

La primera escola que va oferir l'ensenyament en gaèlic escocès, la Sgoil Ghàidhlig Ghlaschu, en gaèlic escocès, o Glasgow Gaelic School, en anglès, es va obrir a Woodside, a la ciutat de Glasgow, l'any 2001. A més, però, hi ha prop de 61 escoles que ofereixen sistemes educatius bilingües o de semiimmersió, i un total de dotze escoles d'educació secundària amb el gaèlic escocès com a llengua vehicular de l'aprenentatge (en gaèlic escocès, Fòghlamm tro Mheadhan na Gàidhlig). Segons la Bòrd na Gàidhlig, un total de 2.092 criatures estaven inscrites en centres de primària en immersió lingüística en gaèlic durant el curs 2008-2009, molts més que els 24 registrats l'any 1985.
A Nova Escòcia (Canadà) es calcula que hi ha entre 500 i 1.000 parlants nadius de la llengua, la gran majoria d'edat avançada. El mes de març de 2004, el govern provincial va anunciar la inversió per a una iniciativa per donar suport a la llengua i la seva cultura a la província. D'aquesta manera, la Maxville Public School, a Maxville (comtat de Glengarry, Ontario), ofereix classes setmanals de gaèlic, i a l'illa del Príncep Eduard, la Colonel Gray High School ofereix actualment dos cursos en gaèlic, un d'introducció i un altre de nivell avançat. És el primer cop que el gaèlic s'ensenya en cursos oficials a l'illa del Príncep Eduard.
El govern del Regne Unit ha ratificat la Carta Europea de les Llengües Regionals o Minoritàries, entre les quals hi ha el gaèlic escocès. De bracet amb el gaèlic irlandès i el gal·lès, el gaèlic escocès s'inscriu a la Part III de la Carta, que demana al govern britànic que prengui tot un seguit de mesures concretes en el camp de l'educació, la justícia, l'administració pública, els mitjans de comunicació i la cultura. D'altra banda, la Iniciativa Columba, també coneguda com a colmcille (formalment, Iomairt Cholm Cille), és una entitat que promou els vincles entre parlants de gaèlic escocès i irlandès.
| Any  | Estudiants en immersió lingüística | Percentatge sobre el total d'estudiants a Escòcia |
| ---- | ---------------------------------- | ------------------------------------------------- |
| 2005 | 2.480                              | 0,35%                                             |
| 2006 | 2.535                              | 0,36%                                             |
| 2007 | 2.601                              | 0,38%                                             |
| 2008 | 2.766                              | ± 0,4%                                            |
| 2009 | 2.638                              | 0,39%                                             |
| 2010 | 2.647                              | 0,39%                                             |
| 2011 | 2.929                              | 0,43%                                             |
| 2012 | 2.871                              | 0,42%                                             |
| 2013 | 2.953                              | 0,44%                                             |

### Mitjans de comunicació
La cadena de televisió d'àmbit britànic BBC emet freqüències de ràdio en gaèlic escocès a través de BBC Radio nan Gàidheal, així com disposa d'un canal televisiu, BBC Alba. Llençat a freqüència el 19 de setembre de 2008, BBC Alba es pot veure en pràcticament tot el territori del Regne Unit tant per senyal terrestre com de satèl·lit (Freeview, Freesat, Sky i Virgin Media). A més a més, el senyal també permet de veure la cadena de televisió al continent europeu per mitjà dels satèl·lits Astra 2. Aquest canal està dirigit conjuntament per mitjà d'un acord de col·laboració per BBC Scotland i MG Alba, una organització finançada pel Govern escocès, que treballa per impulsar la llengua a la radiotelevisió. La ITV (Independent Television, una cadena de televisió privada) del centre d'Escòcia produeix algun programa de gaèlic escocès tant per BBC Alba com per al seu propi canal privat. D'altres cadenes que ofereixen part de la seva graella de programació en gaèlic són TeleG i STV North (formalment, Grampian Television).

### Senyalització

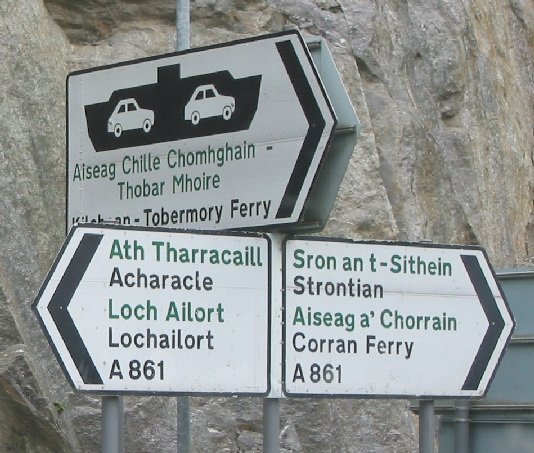
Senyal de trànsit bilingüe

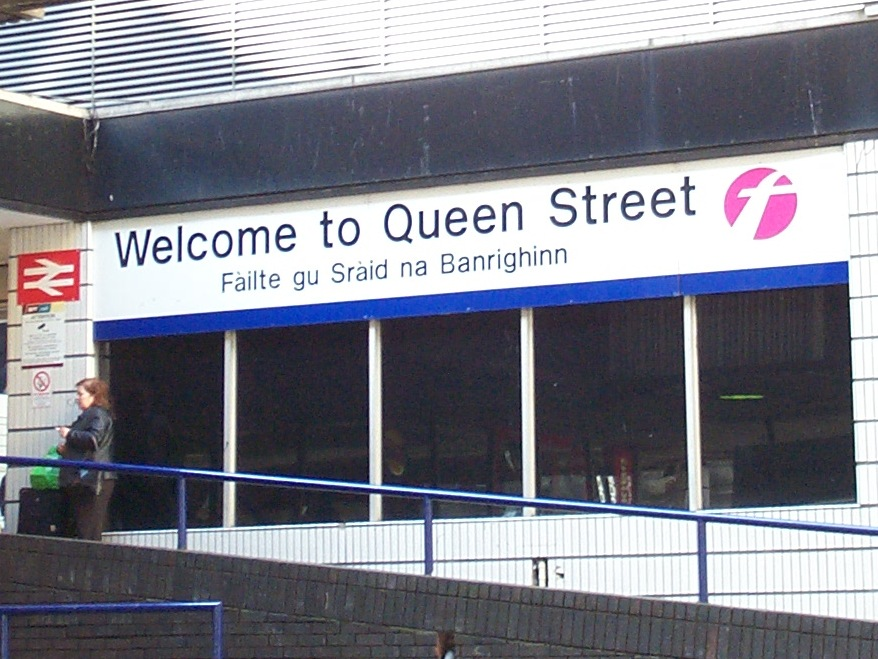
Senyalització bilingüe anglès/gaèlic escocès a la Queen Street Station / Stèisean Sràid na Banrighinn, de Glasgow

Cada cop més s'estan implantant senyals de trànsit bilingües, noms de carrers, senyalització de negocis i d'anuncis, en tot el territori de parla gaèlica i a les Terres Altes d'Escòcia i les illes, a més d'Argyll. En molts casos, només es tracta de readoptar la forma ortogràfica tradicional del nom, com per exemple Ràtagan o Loch Ailleart en comptes de les formes anglicanitzades Ratagan i Lochailort, respectivament. La senyalització bilingüe de les estacions ferroviàries és cada cop més freqüent i normalitzada, i pràcticament totes les estacions de la zona de les Terres Altes ja han adoptat aquests senyals tant en gaèlic escocès com en anglès. Així i tot, fins i tot la senyalització bilingüe en ambdues llengües està arribant −i s'està implantant ràpidament− a les Terres Baixes d'Escòcia.
Mentre que aquestes iniciatives s'han rebut de forma molt positiva per moltes personalitats que donen suport a la llengua gaèlica com una forma de millorar-ne l'estatus i d'assegurar-se el seu futur com una "llengua que viu", ja que permet a la població de desplaçar-se d'un lloc a un altre per mitjà de la llengua, a més de crear un sentit de país, recentment s'han observat reticències a la senyalització bilingüe, rebudes pel Consell de les Terres Altes, a les carreteres de Castletown (Caithness). D'altra banda, l'Ordnance Survey, l'agència britànica de toponímia i creació de mapes, va començar des de fa anys a corregir els errors que apareixien als mapes del territori britànic i, tal com va anunciar el 2004, també hi va començar a introduir els topònims en gaèlic.

### Institucions eclesiàstiques

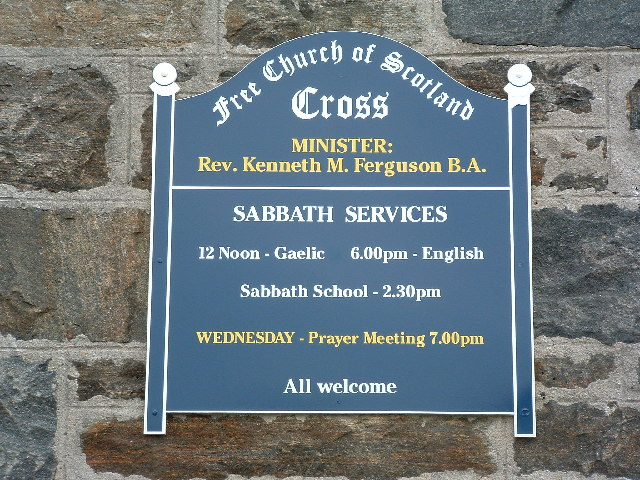
Un senyal d'una Església Lliure, on s'indiquen serveis en gaèlic i anglès

A les illes Hèbrides, la població de les illes de Lewis, Harris i Uist del Nord assegura una fe majoritàriament presbiteriana, especialment de l'Església d'Escòcia (en gaèlic escocès, An Eaglais na h-Alba), l'Església Lliure d'Escòcia (en gaèlic escocès, An Eaglais Shaor) i l'Església Lliure presbiteriana d'Escòcia (en gaèlic escocès, An Eaglais Shaor Chleireach). Les illes de Uist del Sud i Barra, per contra, són de majoria catòlica. Totes aquestes esglésies tenen congregacions eclesiàstiques gaelòfones per totes les Illes Hèbrides.
Hi ha congregacions gaèlòfones de l'Església d'Escòcia principalment a les Terres Altes i a les illes, però també a les ciutats d'Edimburg i Glasgow. Algunes congregacions urbanes amb serveis regulars en gaèlic són les esglésies de Sant Columba, a Glasgow, i la Greyfriars Tolbooth & Highland Kirk, a Edimburg. A més, el 1996, l'Església d'Escòcia va publicar el Leabhar Sheirbheisean, una versió reduïda en gaèlic escocès del llibre anglès Book of the Common Order.
La relació entre les institucions eclesiàstiques i la llengua gaèlica escocesa mai no va ser tan cordial. L'ús tan difós i ininterromput de l'anglès en el culte sempre s'ha considerat una de les raons històriques de la decadència del gaèlic a Escòcia. Bo i donant suport a la llengua actualment, tanmateix, cada cop és més difícil de trobar un mossèn que pugui fer la missa en gaèlic escocès. Per aquest motiu, l'Església Lliure ha anunciat recentment que reduirà la seva oferta de gaèlic i abolirà serveis de comunió en gaèlic, afirmant una manca de pastors i el desig de mantenir tota la congregació unida durant aquestes cerimònies.

### Organismes esportius
L'ús més freqüent i notable de la llengua en l'àmbit esportiu s'observa en la Camanachd Association, la societat per excel·lència de shinty (un joc originari de les Terres Altes, que es practica amb un pal corbat i una pilota de cuir, similar al hurling irlandès), el logotip de la qual és bilingüe.
Cap a mitjans de la dècada de 1990, la Lliga Cèltica va iniciar una campanya per introduir el mot Alba ('Escòcia') a les samarretes del futbol escocès i de rugbi a 15. Des del 2005, l'Associació de Futbol escocès (en anglès, i oficialment, Scottish Football Association (SFA)) dona suport a l'ús del gaèlic escocès en l'equipament dels equips que la integren com a reconeixement de la revitalització de la llengua a Escòcia.

### Estatut jurídic al Canadà

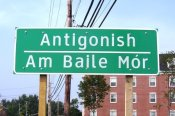
Antigonish, Nova Escòcia

La província canadenca de la costa est de Nova Escòcia és la llar d'entre 500 i 1.000 parlants nadius de gaèlic escocès, la gran majoria dels quals són gent d'edat avançada, descendents directes dels emigrants que van marxar d'Escòcia durant els segles xviii i xix després de la Fuadach nan Gàidheal o expulsió dels gaèlics (en anglès, Highland Clearances). El mes de maig de 2004, el govern provincial de Nova Escòcia va anunciar el finançament d'una iniciativa per tal de donar suport a la llengua i la seva cultura en tota la província canadenca. Tanmateix, el gaèlic no disposa d'un reconeixement d'oficialitat ni a nivell federal, ni provincial, ni municipal. Així mateix, com a Escòcia, hi ha senyalització bilingüe tant en els senyals de trànsit d'entrada de poblat i de presenyalització, com en les plaques de carrers, a les regions del nord-est de Nova Escòcia i al Cap Bretó. A més a més, Nova Escòcia disposa del Comhairle na Gàidhlig ('Consell del gaèlic'), una societat sense ànim de lucre que pretén el manteniment i la promoció de la llengua i cultura gaèlica escocesa a les províncies marítimes del Canadà.